# Hyacinthe de Flers
Pour les autres membres de cette famille, voir Motte-Ango de Flers et pour les homonymes, voir Flers.
Hyacinthe-Jacques de La Motte-Ango, marquis de Flers (Versailles, 19 septembre 1803 - Bruxelles, 30 janvier 1866) est un journaliste et dramaturge français.

## Biographie
Petit-neveu du général Louis Charles de Flers, il épouse Elena Vitali, fille du comte Spiro Vitali, l'un de chefs de la Guerre d'indépendance grecque, et cousine germaine de Philippe Vitali. Il est le grand-père de Robert de Flers.
Directeur des Postes militaires en 1823, aide de camp du maréchal Oudinot, puis vérificateur des archives de la Couronne et conseiller référendaire à la Cour des comptes en 1835, il est condamné pour des articles contre la politique de Napoléon III dans des journaux étrangers et s'exile alors à Bruxelles.
Auteur de pièces de théâtre, ses pièces ont été représentées au Théâtre du Palais-Royal, au Théâtre de l'Ambigu, au Théâtre du Panthéon et au Théâtre de la Gaîté.

## Œuvres
- Bugg, ou les Javanais, mélodrame en trois actes, avec Antier et Félix de Croisy, 1828.
- Le Suicide d'une jeune fille, drame en 3 actes, avec Théodore Nézel, Antier et Hyacinthe Decomberousse, 1832.
- Le Cinquième Acte, drame-vaudeville en 3 actes, avec Antier, 1833.
- Les Beignets à la cour, comédie en deux actes mêlés de chants, avec Benjamin Antier, 1835.
- L’Élève de Saint-Cyr, drame en cinq actes, précédé d'un prologue, avec Francis Cornu, 1838.
- Les Chiens du Mont Saint-Bernard, mélodrame en cinq actes, avec Antier, 1838.
- Les voilà bien tous !, vaudeville en 1 acte, avec Antier, 1844.
- Le Roi Louis-Philippe, vie anecdotique, 1773-1850, avec 130 lettres ou documents autographes inédits du roi Louis-Philippe, de la famille royale et des ducs d'Orléans, depuis Louis XIV jusqu'à nos jours, Dentu, posthume, 1891.